# Покрајине Алжира
Алжир је подељен у 48 покрајина ("вилајета"), затим у 553 округа ("дајри") и 1541 општина ("балдо").

## Списак покрајина
Алжир је подељен у 48 wilayas, или покрајина:
1. Адрар (Adrar)
2. Шлеф
3. Лагуат
4. Ум ел Буаги
5. Батна
6. Беџаја
7. Бискра
8. Бешар
9. Блида
10. Бујра
11. Таманрасет
12. Тебеса
13. Тлемсен (Tlemcen)
14. Тијарет (Tiaret)
15. Тизи Узу
16. Алжир
17. Џелфа
18. Џиџел
19. Сетиф
20. Сајида
21. Скикда
22. Сиди Бел Абес
23. Анаба
24. Гелма
25. Константин
26. Медеја (Medea)
27. Мостаганем
28. Мсила
29. Маскара
30. Варгла
31. Оран
32. Ел Бајад
33. Илизи
34. Борџ Бу Арериџ
35. Бумердес
36. Ел Тарф
37. Тиндуф
38. Тисемсилт
39. Ел Ујед
40. Хеншела (Khenchela)
41. Сук Ахрас (Souk Ahras)
42. Типаса (Tipaza)
43. Мила
44. Ајн Дефла
45. Нама
46. Ајн Темушент
47. Гардаја
48. Релизан